# Апостольская префектура Шаши
Апостольский префектура Шаши (лат. Apostolica Praefectura Shasiensis) — апостольская префектура Римско-Католической церкви с центром в городе Шаши, Китай. Апостольская префектура Шаши распространяет свою юрисдикцию на часть провинции Хубэй. Апостольская префектура Шаши подчиняется непосредственно Святому Престолу.

## История
6 июля 1936 года Римский папа Пий XI издал буллу Ad Catholicum, которой учредил апостольскую префектуру Шаши, выделив её из апостольского викариата Ичана (сегодня - Епархия Ичана).

## Ординарии апостольской префектуры
- священник Julian Edward Dillon (1936 — 1961);
  - Sede vacante — с 1961 года по настоящее время.

## Источник
- Annuario Pontificio, Libreria Editrice Vaticana, Città del Vaticano, 2003, ISBN 88-209-7422-3
- Булла Ad Catholicum, AAS 29 (1937), стр. 21  (лат.)